# Kreis Făgăraș

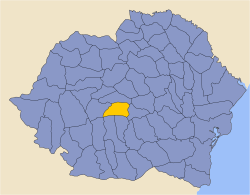
Kreis Făgăraș im Königreich Rumänien (1919–1949)

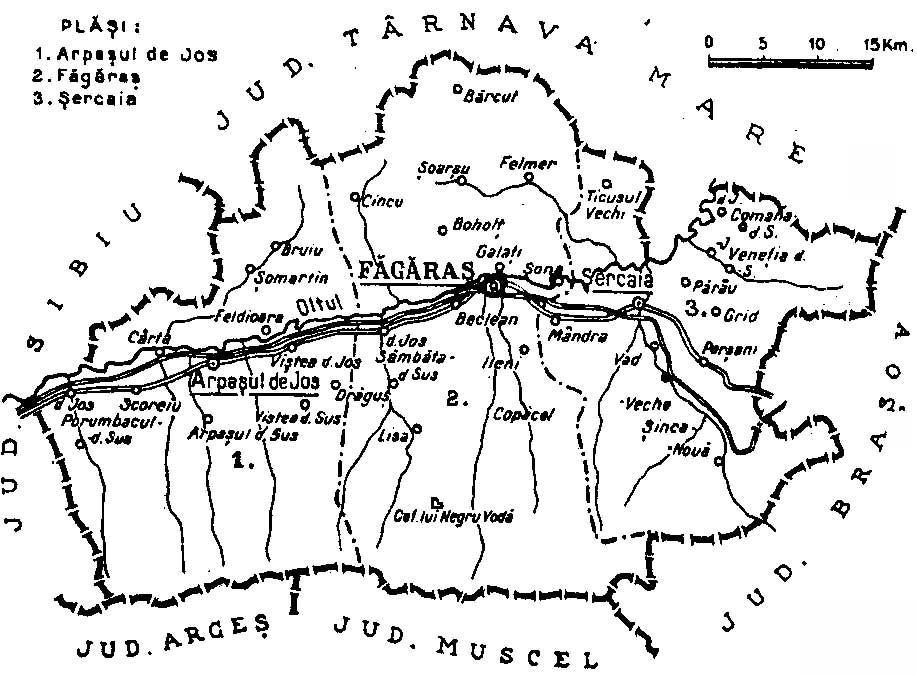
Die drei Bezirke im Kreis Făgăraș

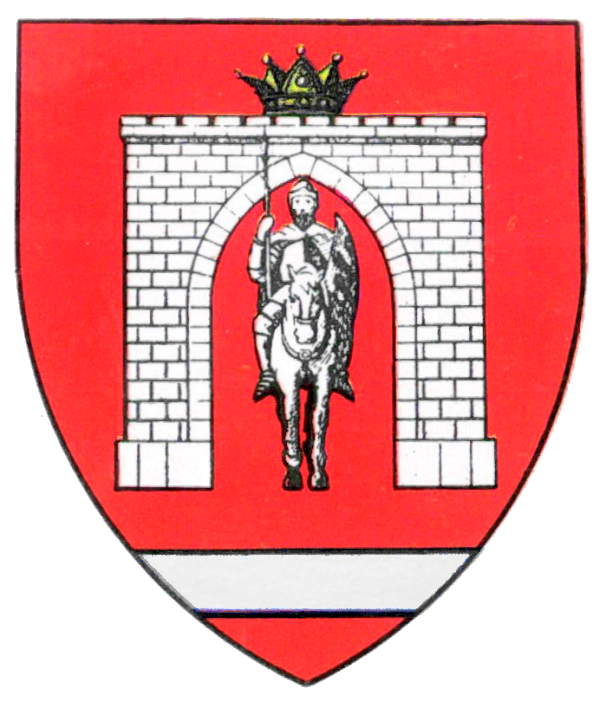
Wappen des Kreises Făgăraș in der Zwischenkriegszeit

Der Kreis Făgăraș (rumänisch Județul Făgăraș) war als Nachfolger des Komitats Fogarasch eine historische Verwaltungseinheit in Siebenbürgen als Teil des Königreichs Rumänien. Sitz der Verwaltung und des Tribunals war die Stadt Făgăraș. Der Kreis Făgăraș bestand von 1920 bis 1950, als im Zuge der sowjetischen Organisation Rumäniens die Județe abgeschafft wurden.

## Demographie
Bei der Volkszählung von 1930 wurden 86.039 Einwohner registriert, davon 78,3 % Rumänen, 12,5 % Deutsche, 5,5 % Ungarn, 2,9 % Zigeuner, und 0,5 % Juden. Was die Religionszugehörigkeit betrifft, wurden 55,2 % Orthodoxe, 25,7 % Unierte, 12,9 % Evangelische, 2,9 % Reformierte, 1,9 % römische Katholiken und 0,5 % Mosaische registriert.

## Angaben der Volkszählung von 1930

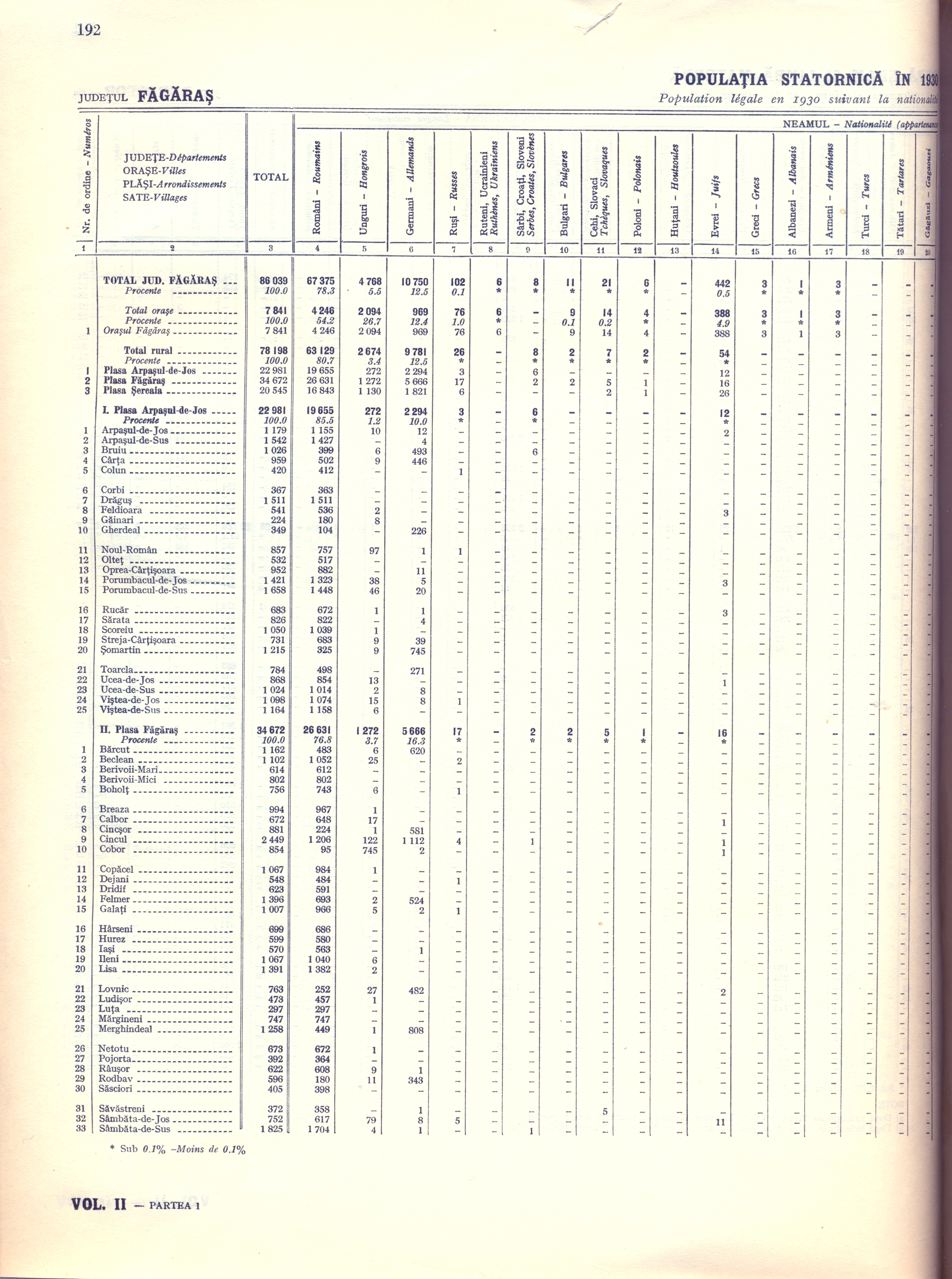
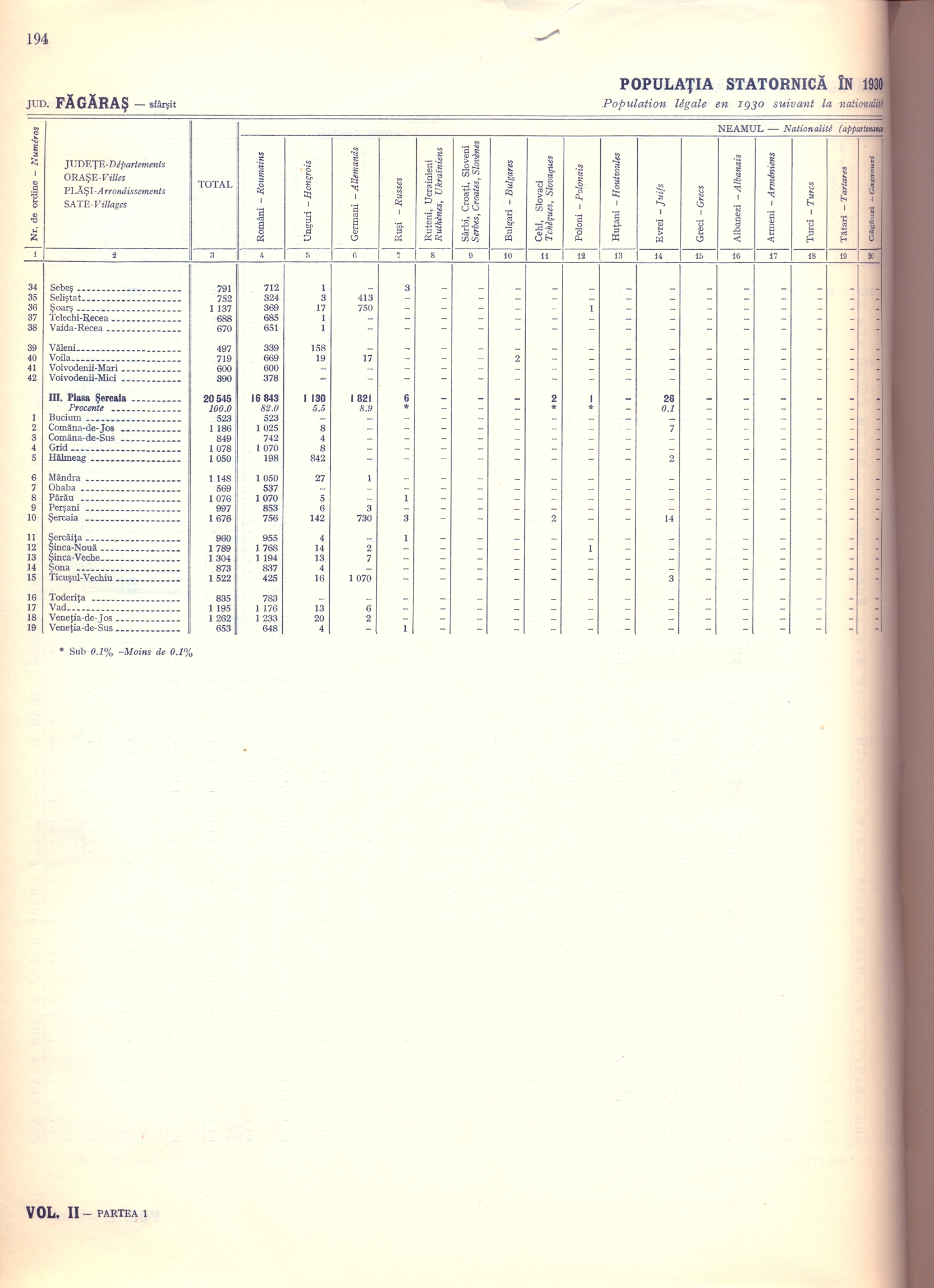